# 쿠한 샨무가나탄
쿠한 샨무가나탄(말레이어: Kuhan Shanmuganathan, 1976년 7월 23일~)는 말레이시아의 은퇴한 필드하키 선수로 현역 시절 포지션은 수비수이다. 말레이시아 국가대표 선수로 활동하여 올림픽에 2번 참가하였다. 말레이시아 대표로 국제 경기 341회 출전하여 대표팀 최다 기록을 보유 중이다.